# ان‌اوای‌ای‌اس مک‌آرتور (اس ۳۳۰)
ان‌اوای‌ای‌اس مک‌آرتور (اس ۳۳۰) (به انگلیسی: NOAAS McArthur (S 330)) یک کشتی بود که طول آن ۱۷۵ فوت (۵۳ متر) بود. این کشتی در سال ۱۹۶۵ ساخته شد.